# Dover (New Jersey)
Pour les articles homonymes, voir Dover.
La ville de Dover est située dans le comté de Morris, dans l’État du New Jersey, aux États-Unis. Sa population s’élevait à 18 460 habitants lors du recensement de 2020.

## Histoire
Dover a été incorporée en tant que village en 1826 et en 1869 en tant que ville (town). Elle a été nommée en hommage à la ville de Dover, dans l’État du New Hampshire.

## Démographie
| Groupe            | Dover | New Jersey | États-Unis |
| ----------------- | ----- | ---------- | ---------- |
| Blancs            | 66,6  | 68,6       | 72,4       |
| Autres            | 20,0  | 6,4        | 6,4        |
| Afro-Américains   | 6,1   | 13,7       | 12,6       |
| Métis             | 4,3   | 2,3        | 2,9        |
| Asiatiques        | 2,5   | 8,6        | 4,8        |
| Amérindiens       | 0,6   | 0,3        | 0,9        |
| Total             | 100   | 100        | 100        |
|                   |       |            |            |
| Latino-Américains | 69,4  | 17,7       | 16,7       |

Selon l'American Community Survey, pour la période 2011-2015, 67,58 % de la population âgée de plus de 5 ans déclare parler l'espagnol à la maison, 27,98 % déclare parler l'anglais, 1,04 % le tagalog et 3,34 % une autre langue.

## Personnalité liée à la ville
- Paula Kassell, féministe américaine qui y a vécu et y est morte en 2012.

## Source
- (en) Cet article est partiellement ou en totalité issu de l’article de Wikipédia en anglais intitulé « Dover, New Jersey » (voir la liste des auteurs).

1. ↑  (en) « Dover, NJ Population - Census 2010 and 2000 », sur censusviewer.com.
2. ↑  (en) « Population of New Jersey - Census 2010 and 2000 », sur censusviewer.com.
3. ↑  (en) « Language spoken at home by ability to speak English for the population 5 years and over », sur factfinder.census.gov.